# Franponais

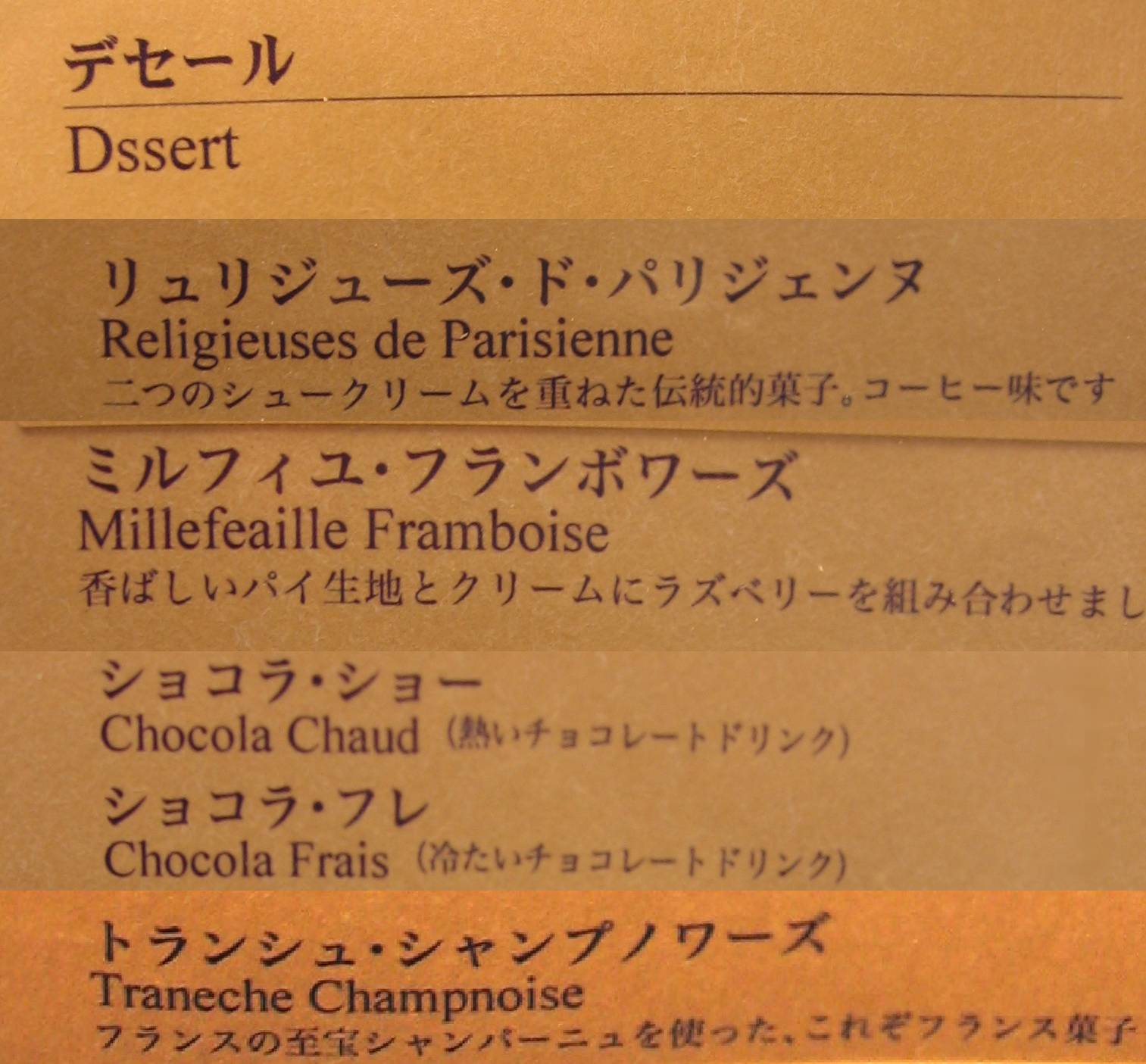
Un menú en franponais.

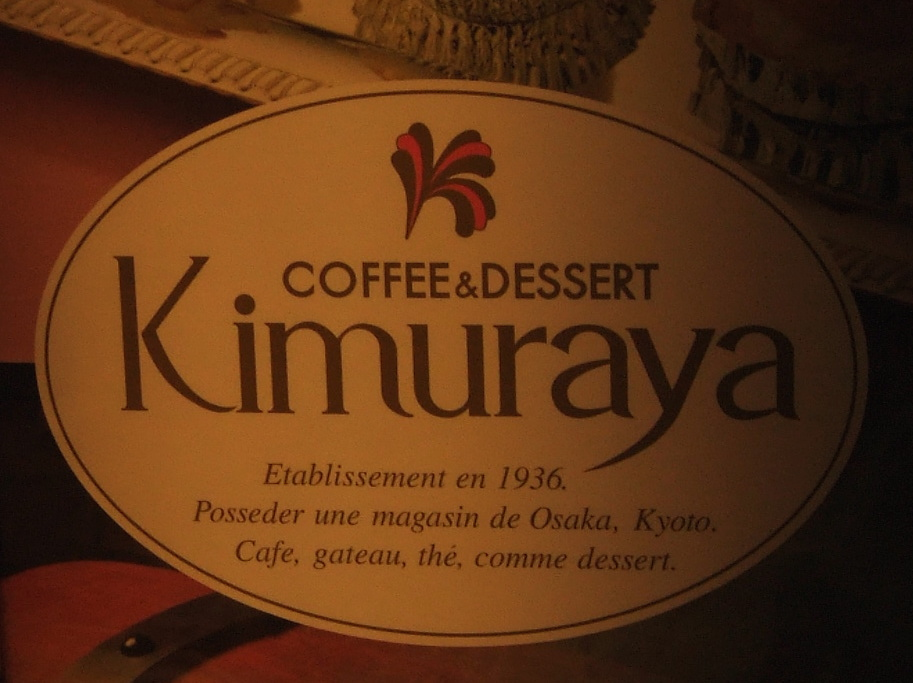
Rótulo de una pastelería de Osaka.

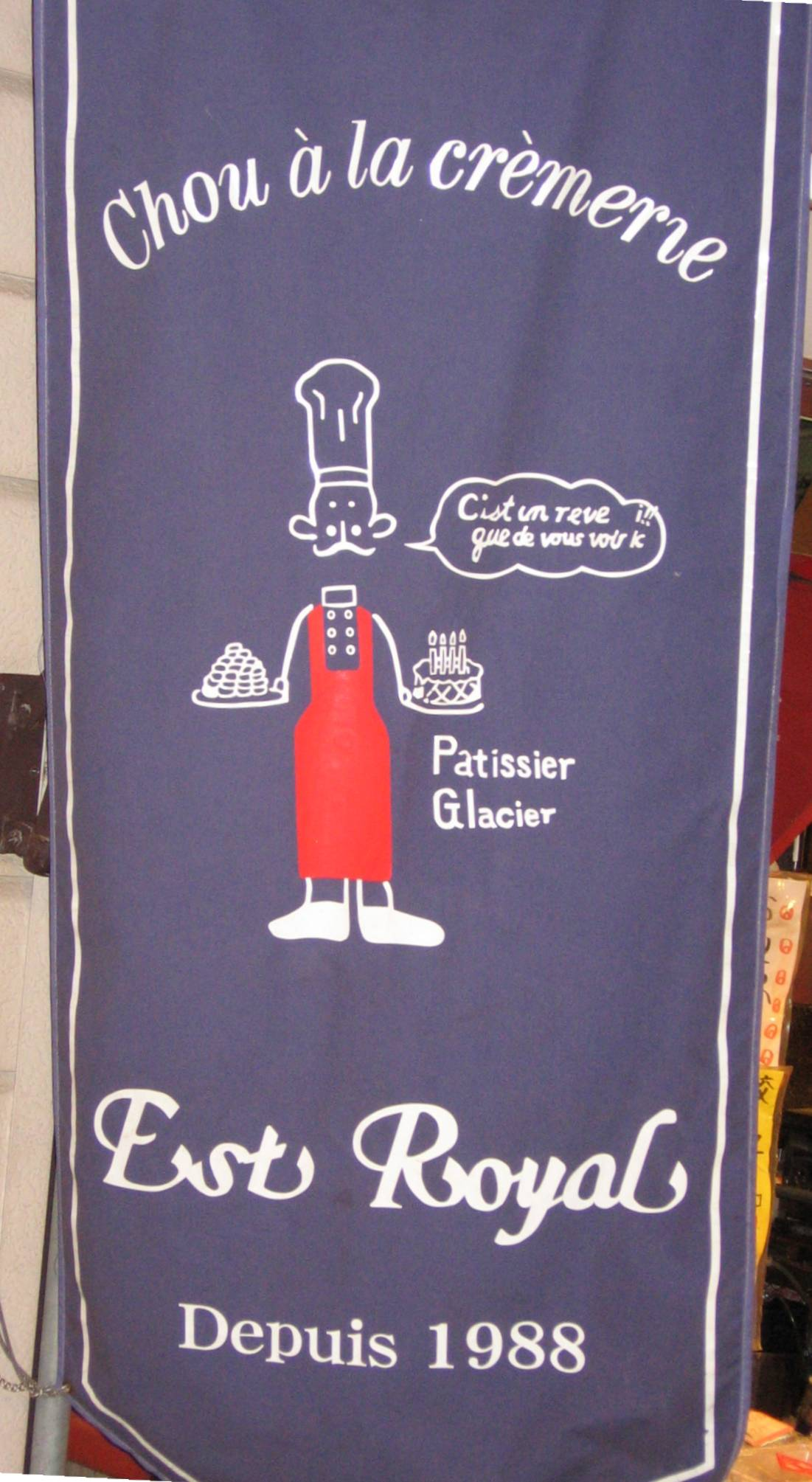
Una pastelería de Kōbe.

El término franponais (フランポネ?   compuesto de las palabras en francés français y japonais) hace referencia al mal uso del idioma francés por parte de los japoneses. También se encuentran las variantes framponais, flançais o flanponais, que hacen referencia a la confusión entre la L y la R, común en varias lenguas asiáticas, entre ellas el japonés (véase Engrish).
En Japón se considera un signo distintivo utilizar expresiones francesas en ámbitos relacionados con la imagen de Francia, como la moda, la cosmética, la peluquería, la cocina, y la repostería. El franponais aparece sobre todo en rótulos de tiendas, camisetas, menús y, en general, en aquellos contextos en los que puede contribuir a dar la percepción de un mayor nivel de elegancia, refinamiento, prestigio o incluso lujo de un producto o servicio.
Esta admiración por la cultura francesa se remonta a mediados del siglo XIX, cuando Japón se abrió al mundo exterior. En aquella época comenzaron a llegar a Japón productos culturales franceses, desde prendas de vestir hasta obras de arte, que ejercieron una notable influencia en la sociedad nipona. Francia era percibida como un país exótico y refinado, y simbolizaba la quintaesencia de la cultura occidental.
Dado que muy pocos japoneses saben hablar francés con fluidez, abundan los errores y los sinsentidos, muy fácilmente reconocibles para los francófonos nativos. Los errores que se cometen son de tipo ortográfico o gramatical, y a menudo la traducción del japonés se realiza de forma literal, palabra por palabra, sin tener en cuenta las diferentes estructuras sintácticas. Sin embargo, quienes utilizan el franponais en los negocios muestran poco interés en corregir estos errores, ya que dichas expresiones tienen una finalidad principalmente decorativa y el público al que van dirigidas no es francófono.